# Codreni, Botoșani
Codreni este un sat în comuna Mileanca din județul Botoșani, Moldova, România.
Prima mențiune documentară a satului Codreni (comuna Mileanca) este din 11 iunie 1625.
Școala din satul Codreni a fost înființată în anul 1893 și a funcționat câțiva ani în casele unor săteni. Primul învățător a fost Mihai Sandu din Pomârla. În 1901 a fost construit un local propriu pentru școală prin eforturile lui Vasile Lascăr, proprietarul moșiei. Clădirea dispunea de o singură sală de clasă și de locuință pentru învățător.